# (415713) 1998 XX2
(415713) 1998 XX2 es un asteroide que forma parte de los asteroides Atón, descubierto el 8 de diciembre de 1998 por el equipo del Lincoln Near-Earth Asteroid Research desde el Laboratorio Lincoln, Socorro, Nuevo México.

## Designación y nombre
Designado provisionalmente como 1998 XX2.

## Características orbitales
1998 XX2 está situado a una distancia media del Sol de 0,7412 ua, pudiendo alejarse hasta 1,013 ua y acercarse hasta 0,4689 ua. Su excentricidad es 0,367 y la inclinación orbital 6,972 grados. Emplea 233,119 días en completar una órbita alrededor del Sol.

## Características físicas
La magnitud absoluta de 1998 XX2 es 19,9.